# Ісаченко Анатолій Григорович
Анато́лій Григо́рович Ісаче́нко (28 травня 1922 року, Гомель — 2 березня 2018 року, Санкт-Петербург, Росія) — радянський і російський географ, фізико-географ, ландшафтознавець і картограф. Доктор географічних наук, професор географічного факультету Санкт-Петербурзького державного університету. Заступник головного редактора «Известия РГО».

## Біографія
Анатолій Григорович народився 28 травня 1922 року в Гомелі (Білорусь). 1947 року закінчив кафедру картографії географічного факультету Ленінградського університету і залишився при ньому в аспірантурі. 1952 року захистив кандидатську дисертацію, результати якої були опубліковані в монографії «Основні питання фізичної географії». У 1950-х роках викладав в університетах Пекіна та Гуанчжоу. Видана 1963 року праця «Фізико-географічне картування» стала основою докторської дисертації. 1964 року призначений професором кафедри фізичної географії географічного факультету Ленінградського державного університету. З 1972 по 1983 рік очолював кафедру. З 1983 року завідувач лабораторії ландшафтного і тематичного картографування Науково-дослідного інституту географії ЛДУ. Результатом багаторічної плідної праці в лабораторії стала серія ландшафтних і фізико-географічних карт регіонів СРСР і Росії.

## Наукові праці
Наукові дослідження Ісаченка А. Г. стосуються вивченню загальних закономірностей фізико-географічної диференціації, класифікації ландшафтів; праці —фізико-географічному районуванню, складанню ландшафтних карт, історії та теорії географічної науки (класифікація географічних наук, уточнення понятійно-концептуального апарату географії).
Основні праці:
- (рос.) Исаченко А. Г. Основные вопросы физической географии. — Л. : Изд-во ЛГУ, 1953. — 392 с.
- (рос.) Исаченко А. Г. Физико-географическое картирование [в 3-х тт.]. — Л. : Изд-во ЛГУ, 1958—1961. — 232-231-268 с.
- (рос.) Исаченко А. Г. Основы ландшафтоведения и физико-географическое районирование / А. Г. Исаченко. — М. : Высшая школа, 1965. — 328 с. — 3000 прим.
- Дашкевич З. В., Карнаухова Е. В. Физико-географическое районирование Северо-Запада СССР / Под ред. Исаченко А. Г. — Л. : Изд-во ЛГУ, 1965. — 248 с.
- Развитие географических идей / А. Г. Исаченко. — М. : Мысль, 1971. — 416 с. — 3000 прим.
- (рос.) Исаченко А. Г. Прикладное ландшафтоведение. — Л. : Изд-во ЛГУ, 1976. — 152 с.
- (рос.) Исаченко А. Г. Оптимизация природной среды. — М. : Мысль, 1980. — 264 с.
- (рос.) Исаченко А. Г. Методы прикладных ландшафтных исследований. — Л. : Наука, 1980. — 224 с.
- (рос.) Исаченко А. Г. Ландшафты СССР. — Л. : Изд-во ЛГУ, 1985. — 320 с.
- (рос.) Исаченко А. Г., Шляпников А. А. Ландшафты. — М. : Мысль, 1989. — 504 с. — (Природа мира) — 40 тис. прим. — ISBN 5-244-00177-9. — У виданні ґрунтовно роз'яснюється питання з чим пов'язана різноманітність ландшафтів планети і яку роль цьому відіграють геологічна будова фундаменту, його поверхня, тепловий та водний режим, ґрунти, рослинний покрив і тваринний світ. Описуються біологічні круговороти речовин в тому чи іншому ландшафті, сезонна ритміка природних процесів, використання ландшафтів у господарстві, оцінюється їхній природний потенціал[5].
- (рос.) Исаченко А. Г. Ландшафтоведение и физико-географическое районирование: Учебник для вузов. — Л. : Высшая школа, 1991. — 366 с.
- (рос.) Исаченко А. Г. Экологическая география Северо-Запада России. — Л. : Русск. геогр. об-во, 1995. — 208-296 с.
- Экологическая география России / А. Г. Исаченко; Санкт-Петербургский государственный университет. — СПб. : Издательский дом СПбГУ, 2001. — 328 с. — 800 прим. — ISBN 5-288-02517-7.
- Введение в экологическую географию: Учебное пособие / А. Г. Исаченко; Санкт-Петербургский государственный университет. — СПб. : Издат. дом СПбГУ, 2003. — 192 с. — 1 000 прим. — ISBN 5-288-02595-9.
- Введение в экологическую географию / А. Г. Исаченко; Санкт-Петербургский государственный университет. — СПб. : Издат. дом СПбГУ, 2003. — 192 с. — 1 000 прим. — ISBN 5-288-02595-9.
- Теория и методология географической науки / А. Г. Исаченко. — М. : Академия, 2004. — 400 с. — (Высшее профессиональное образование) — 5 100 прим. — ISBN 5-7695-1693-3.
- Ландшафтная структура Земли, расселение, природопользование / А. Г. Исаченко; Санкт-Петербургский государственный университет. — СПб. : Издат. дом СПбГУ, 2008. — 320 с. — 400 прим. — ISBN 978-5-288-04836-4.
- (рос.) Исаченко А. Г. Избранные труды (к 90-летию со дня рождения). — Л. : Изд-во «ВВМ», 2012. — 486 с.

## Нагороди і відзнаки
- заслужений діяч науки РСФСР.
- почесний член Всесоюзного географічного товариства.
- 1963 — золота медаль імені Петра Петровича Семенова-Тянь-Шаньського Всесоюзного географічного товариства[6].
- почесний член Словацького географічного товариства[4].
- 1995 — Велика золота медаль Російського географічного товариства за наукові праці[4].